# Бої за Соледар
Бої за Соледар (3 серпня 2022 — 16 січня 2023) — серія бойових зіткнень під містом Соледар між Збройними силами України та ЗС Росії під час битви за Донбас.

## Передумови
Під час наступу на сході України що є частиною російського вторгнення в Україну у 2022 році російські сили намагалися захопити Донбас (Донецька та Луганська області). Частини цих областей, зокрема їхні адміністративні центри Донецьк та Луганськ, були захоплені росіянами на початку російсько-української війни 2014 року. У червні-липні 2022 року більшу частину Луганської області окупували російські загарбники, ЗСУ відступили від Сєвєродонецька та Лисичанська. Потім найбільша активність боїв на Донбасі перемістилася у напрямку міст Бахмут, Сіверськ і Соледар у Донецькій області.
Вперше 2022 року російські війська обстріляли Соледар 17 травня, застосувавши безпілотники та літаки по Соледару, Клиновому та Вовчоярівці. В результаті обстрілу значних руйнувань зазнали будинки та інші споруди. Через обстріли у Соледарі припинило роботу солевидобувне підприємство Артемсіль., а 28 травня в одну з будівель підприємства влучила ракета
1 червня внаслідок російського обстрілу одна людина загинула, ще двоє отримали поранення. Обстріли тривали 6 червня. 16 червня російські війська спробували просунутися до Соледару, але невдало. Бої посилилися на початку липня після падіння Сєвєродонецька та Лисичанська, 3 липня російські війська обстріляли Соледар, Бахмут та прилеглі міста, а також просунулися на кілька кілометрів. До кінця липня тривали обстріли та незначне просування рашистів. 26 липня було захоплено Вуглегірську електростанцію, що фактично зробило Соледар наступним ключовим об'єктом для наступу.

## Хід бойових дій

### Серпень
3 серпня українська армія повідомила, що російські війська почали наступ на місто Соледар. Російські війська почали обстріли Соледару, Бахмута та навколишніх сіл на південь і схід від міст. Проросійські ЗМІ стверджували, що відновлений наступ прорвав лінії на сході та південному сході, хоча українські офіційні особи спростовували ці заяви. Пізніше того ж тижня російські та сепаратистські війська частково й повністю взяли під свій контроль гіпсовий завод Knauf на південний схід від центру міста.
10 серпня російські війська також наступали на Білокам'янський вогнетривкий завод у Соледарі.
11 серпня сепаратисти заявили, що увійшли власне у Соледар, але українці це не підтвердили. Бойові дії в Соледарі були описані в ЗМІ як «виснажливі» і характерні артилерійськими дуелями між військами, які закріпилися навколо стратегічних точок, розташованих біля живоплотів і смуг дерев уздовж сільгоспугідь; цивільне населення використовувало підземні сховища під час рашистських бомбардувань.
16 серпня навколо Соледара тривали авіаудари та наземні бойові дії, і сепаратисти ЛНР стверджували, що контролюють більшу частину промислової зони міста, але не було жодних доказів того, що вони просунулися далі гіпсового заводу.
19 серпня на східній околиці міста тривали обстріли та бойові зіткнення українських захисників із підрозділами «ЛНР», оскільки в Генштабі України повідомляли, що російські війська наступають з напрямків Стряпівки та Володимирівки.
27 серпня Генштаб ЗСУ повідомив, що ЗСУ відбили російські штурми поблизу Соледару. Сутички біля гіпсового заводу тривали до 31 серпня.
На думку Інституту вивчення війни[неавторитетне джерело], російські війська, ймовірно, прагнуть встановити контроль над Соледаром на півночі Бахмута та Зайцевим на півдні Бахмута, щоб створити умови для зриву українського контролю над автошляхом T 0513 яка підтримує позиції українського фронту на північному сході Донецької області.

### Листопад
У листопаді російські війська почали штурм села Яковлівка на північ від Соледара. У ході боїв село було майже повністю знищене, усі атаки були відбиті силами 10-ої ОГШБр[неавторитетне джерело].

### Січень
На початку місяця російські війська почали нову хвилю наступу на Соледар з метою взяття міста в оточення. Російські підрозділи зайняли забудову міста на східних і північних околицях. 8 січня район оборони Бахмута і Соледара відвідав командувач Сухопутних військ генерал-полковник Сирський.
9 січня російські війська почали новий штурм міста.
10 січня російські війська продовжували штурм міста, вдень російські підрозділи зайняли частину адміністративних будівель у центрі міста[неавторитетне джерело]. Ворог продовжує активно штурмувати Соледар. Підступи до позицій ЗСУ просто «всіяні тілами» загиблих бійців противника.
У ніч на 12 січня ЗСУ залишили більшу частину міста. За утримання позицій у Соледарі та завдання ворогу відчутних втрат президент України відзначив 46-ту і 77-му окремі аеромобільні бригади ДШВ.
Станом на 16 січня ЗСУ повністю залишили околиці Соледара — ст. Сіль.
17 січня було знищено штурмовик ворога Су-25.

### Лютий
Бої продовжуються в селищах за Соледаром.